# کوشچیووکوو
کوشچیووکوو (به لهستانی:  Kościołków) یک روستا در لهستان است که در Gmina Zagórów واقع شده‌است.